# Kocatepe-Moschee (Ingolstadt)

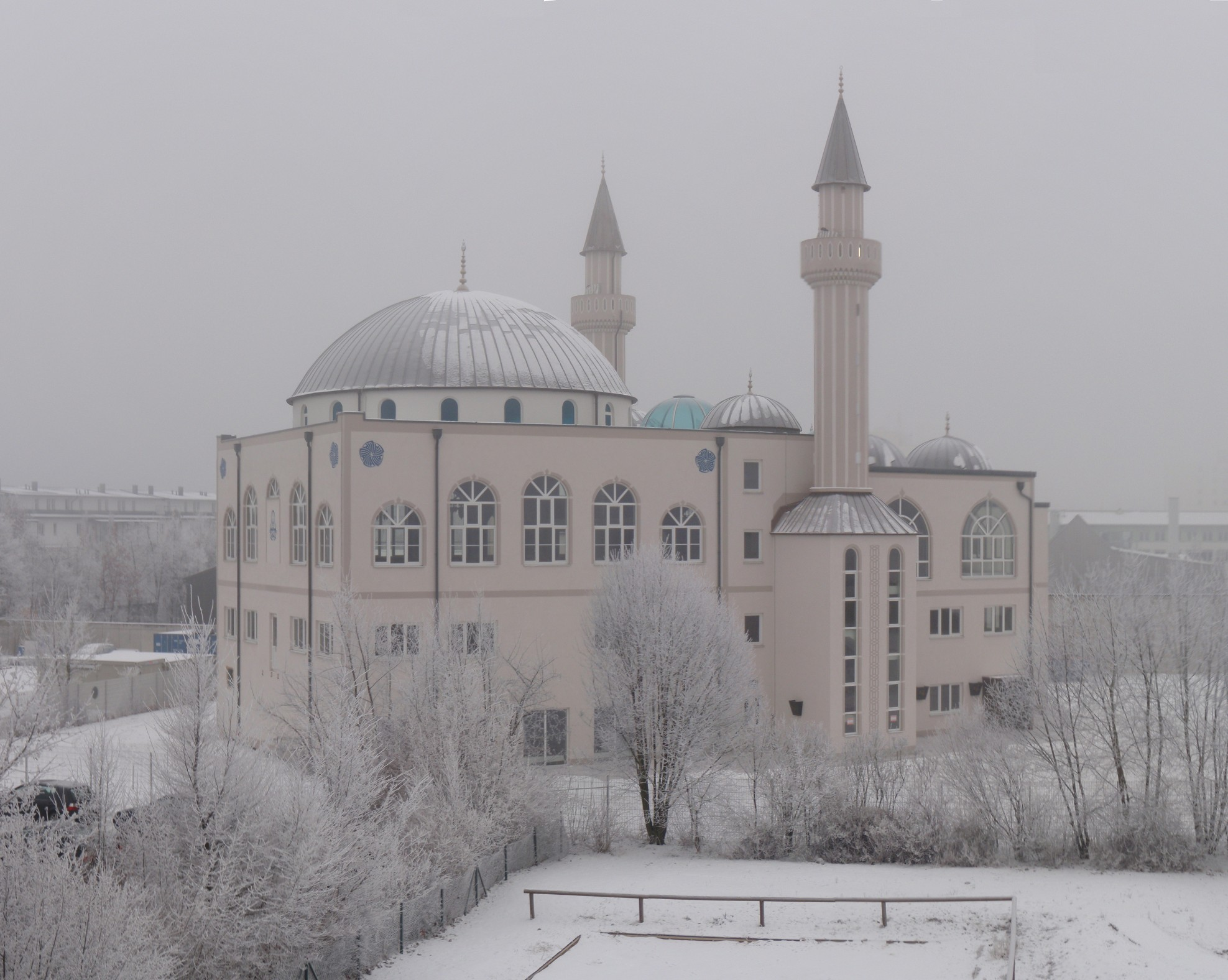
Kocatepe-Moschee Ingolstadt

Die Kocatepe-Moschee und Kulturzentrum zu Ingolstadt (türkisch Kocatepe Camii ve Kültür Merkezi Ingolstadt) der DİTİB wurde in der Manisa Straße am 18. Mai 2008 im Nordwesten Ingolstadts eröffnet. Die Baukosten beliefen sich insgesamt auf 5,5 Mio. Euro. Es handelt sich um die größte Moschee Bayerns.

## Verein
Die „Türkisch-islamische Gemeinde zu Ingolstadt e.V.“ wurde am 12. Mai 1987 gegründet und hat heute 540 Mitglieder.

## Moschee
Die Moschee ist ein klassischer osmanischer Kuppelbau mit zwei Minaretten von 27,5 Metern Höhe. Der Gebetsraum im zweiten Obergeschoss bietet 800 Gläubigen Platz. Ein Galeriegeschoss mit 135 m² ist für Frauen reserviert. Am Entwurf des Komplexes war auch der Bürgermeister der Ingolstädter Partnerstadt Manisa beteiligt, der Architekt ist.
Auch der damalige Oberbürgermeister von Ingolstadt Alfred Lehmann (CSU) unterstützte den Bau der Moschee. Es gab am Eröffnungstag friedliche Proteste einiger Bürger von Ingolstadt.

## Kulturzentrum
Die Grundfläche ist 611 m² groß. Im Kellergeschoss befinden sich neben Lager- und Sanitärräumen ein Leichenraum für Bestattungsfeiern sowie Waschräume für die rituellen Waschungen (Wudū'). Im Erdgeschoss gibt es neben einem Lebensmittelgeschäft und einem Restaurant das Vereinslokal. Im ersten Obergeschoss sind Jugendräume, eine Bibliothek, Frauenräume mit Kinderzimmer sowie Vortragsräume und Dienstzimmer.
In einem Nebengebäude von 420 m² befinden sich ein Schulungszentrum und zwei Wohnungen für einen Hausmeister und den Imam.